# Valašské Meziříčí
Valašské Meziříčí é uma cidade checa localizada na região de Zlín, distrito de Vsetín.

## Personalidades
- Tomáš Berdych (tenista)
- Markéta Irglová compositora e atriz
- Milan Baroš (futebolista)
- Jaroslav Levinský (tenista)